# Mökärä (ö, lat 61,75, long 26,79)
Mökärä är en ö i Finland. Den ligger i sjön Puula och i kommunen Hirvensalmi i den ekonomiska regionen  S:t Michel och landskapet Södra Savolax, i den södra delen av landet, 200 km nordost om huvudstaden Helsingfors. Öns area är 4,4 hektar och dess största längd är 400 meter i nord-sydlig riktning.